# Campeonato Brasileiro de Futebol de 2001 - Série C
A Série C do Campeonato Brasileiro de Futebol de 2001 foi uma competição equivalente à terceira divisão do futebol do Brasil. Contando como a 11.ª edição da história, foi disputada por 65 times divididos em dez grupos na primeira fase, classificando as equipes gradativamente até um quadrangular final, no qual os dois mais bem colocados ganharam acesso à Série B de 2002.
A competição foi vencida pelo Etti Jundiaí, que se qualificou para disputar a Série B em 2002, juntamente com o vice-campeão Mogi Mirim. Excepcionalmente, o Guarany de Sobral, terceiro colocado, também conquistou o acesso para a Série B, cerca de seis meses após o término da Série C de 2001, como substituto do Malutrom, que desistiu de participar da edição de 2002 da segunda divisão alegando problemas financeiros.

## Regulamento
A Série C do Campeonato Brasileiro de 2001 foi disputada por 65 clubes, em três fases. Na primeira fase, as equipes foram divididas em dez grupos de sete ou seis clubes, jogando entre si em turno e returno dentro de cada grupo, classificando-se os dois melhores de cada chave para a fase seguinte. Na segunda fase, os clubes foram dispostos novamente em grupos, agora de cinco participantes, que se enfrentaram em turno único dentro da chave. Dessa vez, apenas o campeão de cada grupo avança de fase.
Assim, quatro times chegaram à fase final, formando um grupo único no qual as equipes se enfrentaram outra vez em turno e returno para definir o campeão e os promovidos para a Série B: os dois mais bem colocados desta chave conquistaram o acesso. Não houve rebaixamento na Série C, uma vez que os clubes se classificam para a competição através dos campeonatos estaduais.

## Primeira fase
A primeira fase foi disputada entre os dias 8 de setembro e 28 de outubro.

### Grupo A
| Pos. | Equipes         | P  | J  | V | E | D | GP | GC | SG  | Classificação                |
| ---- | --------------- | -- | -- | - | - | - | -- | -- | --- | ---------------------------- |
| 1    | Ypiranga-AP     | 23 | 12 | 7 | 2 | 3 | 20 | 14 | +6  | Classificados à próxima fase |
| 2    | Rio Negro-RR    | 21 | 12 | 5 | 6 | 1 | 18 | 10 | +8  | Classificados à próxima fase |
| 3    | Águia de Marabá | 19 | 12 | 5 | 4 | 3 | 18 | 14 | +4  |                              |
| 4    | Rio Negro-AM    | 17 | 12 | 5 | 2 | 5 | 28 | 22 | +6  |                              |
| 5    | Tiradentes-PA   | 15 | 12 | 4 | 3 | 5 | 22 | 17 | +5  |                              |
| 6    | Andirá          | 14 | 12 | 4 | 2 | 7 | 15 | 19 | –4  |                              |
| 7    | Genus           | 7  | 12 | 2 | 1 | 9 | 13 | 38 | –25 |                              |

|                 | AGM | AND | GEN | RNE | RNR | TPA | YCL |
| --------------- | --- | --- | --- | --- | --- | --- | --- |
| Águia de Marabá | —   | 2–0 | 3–1 | 2–2 | 2–2 | 1–2 | 1–0 |
| Andirá          | 0–1 | —   | 2–1 | 2–1 | 0–1 | 2–1 | 4–1 |
| Genus           | 2–2 | 2–1 | —   | 2–1 | 1–4 | 0–2 | 1–2 |
| Rio Negro-AM    | 4–3 | 4–1 | 6–2 | —   | 1–1 | 3–0 | 6–1 |
| Rio Negro-RR    | 1–0 | 1–1 | 4–1 | 1–0 | —   | 2–2 | 0–0 |
| Tiradentes-PA   | 0–1 | 1–1 | 6–0 | 6–0 | 1–1 | —   | 1–2 |
| Ypiranga-AP     | 0–0 | 3–1 | 5–0 | 1–0 | 1–0 | 4–0 | —   |

### Grupo B
| Pos. | Equipes           | P  | J  | V | E | D | GP | GC | SG  | Classificação                |
| ---- | ----------------- | -- | -- | - | - | - | -- | -- | --- | ---------------------------- |
| 1    | Ferroviário       | 23 | 10 | 7 | 2 | 1 | 12 | 3  | +9  | Classificados à próxima fase |
| 2    | Guarany de Sobral | 23 | 10 | 7 | 2 | 1 | 15 | 7  | +8  | Classificados à próxima fase |
| 3    | River-PI          | 17 | 10 | 5 | 2 | 3 | 20 | 14 | +6  |                              |
| 4    | Caxiense          | 10 | 10 | 3 | 1 | 6 | 7  | 16 | –9  |                              |
| 5    | Tocantinópolis    | 8  | 10 | 2 | 2 | 6 | 16 | 19 | –3  |                              |
| 6    | Moto Club         | 3  | 10 | 0 | 3 | 7 | 5  | 16 | –11 |                              |

|                | CXM | FAC | GSO | MOT | RIV | TEC |
| -------------- | --- | --- | --- | --- | --- | --- |
| Caxiense       | —   | 0–0 | 0–1 | 2–0 | 0–1 | 3–0 |
| Ferroviário    | 3–0 | —   | 0–0 | 2–0 | 1–0 | 1–0 |
| Guarany-CE     | 2–1 | 0–1 | —   | 2–0 | 2–1 | 2–1 |
| Moto Club      | 0–1 | 1–3 | 1–1 | —   | 1–1 | 1–1 |
| River-PI       | 5–0 | 2–0 | 1–3 | 1–0 | —   | 5–4 |
| Tocantinópolis | 4–0 | 0–1 | 1–2 | 2–1 | 3–3 | —   |

### Grupo C
| Pos. | Equipes               | P  | J  | V | E | D | GP | GC | SG  | Classificação                |
| ---- | --------------------- | -- | -- | - | - | - | -- | -- | --- | ---------------------------- |
| 1    | Treze                 | 21 | 10 | 6 | 3 | 1 | 18 | 8  | +10 | Classificados à próxima fase |
| 2    | São Gonçalo-RN        | 19 | 10 | 5 | 4 | 1 | 16 | 6  | +10 | Classificados à próxima fase |
| 3    | Coríntians de Caicó   | 19 | 10 | 5 | 4 | 1 | 16 | 9  | +7  |                              |
| 4    | Guarabira             | 10 | 10 | 2 | 4 | 4 | 11 | 23 | –12 |                              |
| 5    | Botafogo-PB           | 6  | 10 | 1 | 3 | 6 | 8  | 13 | –5  |                              |
| 6    | Atlético Cajazeirense | 5  | 10 | 1 | 2 | 7 | 12 | 22 | –10 |                              |

|                | ACA | BPB | CRN | GBI | SGO | TRE |
| -------------- | --- | --- | --- | --- | --- | --- |
| Atlético-PB    | —   | 0–0 | 2–3 | 2–1 | 1–2 | 2–3 |
| Botafogo-PB    | 3–0 | —   | 0–1 | 2–3 | 0–1 | 0–1 |
| Coríntians-RN  | 3–2 | 3–0 | —   | 1–1 | 1–1 | 3–1 |
| Guarabira      | 1–1 | 3–2 | 0–0 | —   | 0–6 | 0–3 |
| São Gonçalo-RN | 3–1 | 0–0 | 2–1 | 1–1 | —   | 0–0 |
| Treze          | 3–1 | 1–1 | 0–0 | 5–1 | 1–0 | —   |

### Grupo D
| Pos. | Equipes        | P  | J  | V | E | D | GP | GC | SG | Classificação                |
| ---- | -------------- | -- | -- | - | - | - | -- | -- | -- | ---------------------------- |
| 1    | Corinthians-AL | 18 | 10 | 6 | 0 | 4 | 21 | 21 | 0  | Classificados à próxima fase |
| 2    | Confiança      | 17 | 10 | 5 | 3 | 2 | 14 | 11 | +3 | Classificados à próxima fase |
| 3    | ASA            | 15 | 10 | 5 | 0 | 5 | 14 | 15 | –1 |                              |
| 4    | Central        | 14 | 10 | 4 | 2 | 4 | 16 | 12 | +4 |                              |
| 5    | CSA            | 12 | 10 | 4 | 0 | 6 | 13 | 16 | –6 |                              |
| 6    | Itabaiana      | 11 | 10 | 3 | 2 | 5 | 17 | 20 | –3 |                              |

|                | ASA | CEN | CON | CTS | CSA | ITA |
| -------------- | --- | --- | --- | --- | --- | --- |
| ASA            | —   | 1–3 | 2–1 | 1–0 | 1–3 | 2–1 |
| Central        | 0–1 | —   | 2–1 | 6–0 | 1–2 | 2–1 |
| Confiança      | 2–1 | 0–0 | —   | 4–1 | 1–0 | 2–2 |
| Corinthians-AL | 4–3 | 1–0 | 3–0 | —   | 3–2 | 5–2 |
| CSA            | 0–2 | 3–0 | 0–2 | 1–0 | —   | 2–3 |
| Itabaiana      | 1–0 | 2–2 | 0–3 | 2–4 | 3–0 | —   |

### Grupo E
| Pos. | Equipes             | P  | J  | V | E | D | GP | GC | SG  | Classificação                |
| ---- | ------------------- | -- | -- | - | - | - | -- | -- | --- | ---------------------------- |
| 1    | Brasiliense         | 29 | 12 | 9 | 2 | 1 | 29 | 10 | +19 | Classificados à próxima fase |
| 2    | Atlético Goianiense | 21 | 12 | 5 | 6 | 1 | 13 | 8  | +5  | Classificados à próxima fase |
| 3    | CENE                | 18 | 12 | 5 | 3 | 4 | 20 | 17 | +3  |                              |
| 4    | Goiânia             | 16 | 12 | 4 | 4 | 4 | 10 | 14 | –4  |                              |
| 5    | União Rondonópolis  | 11 | 12 | 3 | 2 | 7 | 6  | 18 | –12 |                              |
| 6    | Comercial-MS        | 11 | 12 | 2 | 5 | 5 | 11 | 12 | –1  |                              |
| 7    | Real-GO             | 8  | 12 | 2 | 2 | 8 | 13 | 23 | –10 |                              |

|                    | ATG | BRS | CENE | ECC | GNA | REA | UNR |
| ------------------ | --- | --- | ---- | --- | --- | --- | --- |
| Atlético-GO        | —   | 2–0 | 2–1  | 1–1 | 0–0 | 1–1 | 1–0 |
| Brasiliense        | 2–1 | —   | 1–1  | 2–1 | 4–0 | 3–2 | 5–0 |
| CENE               | 2–2 | 1–2 | —    | 1–3 | 2–0 | 2–1 | 3–0 |
| Comercial-MS       | 1–1 | 0–0 | 2–3  | —   | 1–1 | 1–2 | 0–1 |
| Goiânia            | 0–0 | 0–4 | 1–3  | 0–0 | —   | 4–0 | 2–0 |
| Real-GO            | 0–1 | 1–3 | 3–1  | 0–2 | 1–2 | —   | 1–1 |
| União Rondonópolis | 0–1 | 1–3 | 0–0  | 1–0 | 0–1 | 2–1 | —   |

### Grupo F
| Pos. | Equipes          | P  | J  | V | E | D | GP | GC | SG  | Classificação                |
| ---- | ---------------- | -- | -- | - | - | - | -- | -- | --- | ---------------------------- |
| 1    | Juazeiro         | 22 | 10 | 7 | 1 | 2 | 28 | 13 | +15 | Classificados à próxima fase |
| 2    | Independente-BA  | 19 | 10 | 6 | 1 | 3 | 17 | 9  | +8  | Classificados à próxima fase |
| 3    | Catuense         | 16 | 10 | 5 | 1 | 4 | 13 | 13 | 0   |                              |
| 4    | Colo Colo        | 12 | 10 | 3 | 3 | 4 | 12 | 14 | –2  |                              |
| 5    | Estrela do Norte | 8  | 10 | 2 | 2 | 6 | 8  | 15 | –7  |                              |
| 6    | Cachoeiro-ES     | 7  | 10 | 1 | 4 | 5 | 8  | 22 | –14 |                              |

|                  | CCH | CAT | CCL | ENO | IBA | JUA |
| ---------------- | --- | --- | --- | --- | --- | --- |
| Cachoeiro-ES     | —   | 1–2 | 1–0 | 0–0 | 0–2 | 3–5 |
| Catuense         | 0–0 | —   | 0–1 | 2–0 | 2–1 | 3–0 |
| Colo Colo        | 0–0 | 3–1 | —   | 1–0 | 1–1 | 3–3 |
| Estrela do Norte | 3–3 | 1–2 | 2–1 | —   | 1–3 | 1–0 |
| Independente-BA  | 3–0 | 2–0 | 3–1 | 1–0 | —   | 1–2 |
| Juazeiro         | 7–0 | 4–1 | 3–1 | 2–0 | 2–0 | —   |

### Grupo G
| Pos. | Equipes           | P  | J  | V | E | D | GP | GC | SG  | Classificação                |
| ---- | ----------------- | -- | -- | - | - | - | -- | -- | --- | ---------------------------- |
| 1    | Etti Jundiaí      | 26 | 12 | 8 | 2 | 2 | 22 | 9  | +13 | Classificados à próxima fase |
| 2    | Madureira         | 25 | 12 | 8 | 1 | 3 | 19 | 9  | +10 | Classificados à próxima fase |
| 3    | Santo André       | 23 | 12 | 7 | 2 | 3 | 20 | 11 | +9  |                              |
| 4    | Atlético Sorocaba | 15 | 12 | 4 | 3 | 5 | 15 | 18 | –3  |                              |
| 5    | Olaria            | 14 | 12 | 4 | 2 | 6 | 11 | 16 | –5  |                              |
| 6    | America           | 9  | 12 | 2 | 3 | 7 | 7  | 21 | –14 |                              |
| 7    | Bangu             | 7  | 12 | 2 | 1 | 9 | 9  | 19 | –10 |                              |

|                   | AME | ASO | BAN | EJU | MAD | OLA | SAD |
| ----------------- | --- | --- | --- | --- | --- | --- | --- |
| America           | —   | 1–1 | 1–0 | 1–0 | 0–1 | 1–2 | 1–1 |
| Atlético Sorocaba | 4–0 | —   | 4–0 | 0–0 | 0–0 | 0–1 | 1–4 |
| Bangu             | 4–1 | 0–2 | —   | 1–2 | 0–2 | 0–1 | 0–1 |
| Etti Jundiaí      | 4–0 | 2–0 | 3–0 | —   | 3–1 | 2–1 | 1–2 |
| Madureira         | 2–0 | 5–2 | 1–0 | 1–2 | —   | 2–1 | 0–1 |
| Olaria            | 1–1 | 0–1 | 0–3 | 1–1 | 0–2 | —   | 3–0 |
| Santo André       | 1–0 | 5–0 | 1–1 | 1–2 | 0–2 | 3–0 | —   |

### Grupo H
| Pos. | Equipes                | P  | J  | V | E | D | GP | GC | SG  | Classificação                |
| ---- | ---------------------- | -- | -- | - | - | - | -- | -- | --- | ---------------------------- |
| 1    | Ipatinga               | 24 | 12 | 7 | 3 | 2 | 22 | 9  | +13 | Classificados à próxima fase |
| 2    | Uberlândia             | 24 | 12 | 7 | 3 | 2 | 20 | 13 | +7  | Classificados à próxima fase |
| 3    | Villa Nova             | 18 | 12 | 4 | 6 | 2 | 14 | 6  | +8  |                              |
| 4    | Atlético Três Corações | 15 | 12 | 4 | 3 | 5 | 11 | 18 | –7  |                              |
| 5    | Mamoré                 | 12 | 12 | 2 | 6 | 4 | 14 | 19 | –5  |                              |
| 6    | Tupi                   | 11 | 12 | 2 | 5 | 5 | 13 | 17 | –4  |                              |
| 7    | Uberaba                | 7  | 12 | 1 | 4 | 7 | 16 | 28 | –12 |                              |

|                        | ATC | IPA | MAM | TUP | USC | UEC | VNO |
| ---------------------- | --- | --- | --- | --- | --- | --- | --- |
| Atlético Três Corações | —   | 1–1 | 0–0 | 1–0 | 2–1 | 1–0 | 0–0 |
| Ipatinga               | 3–2 | —   | 5–1 | 4–0 | 2–1 | 2–2 | 0–0 |
| Mamoré                 | 1–2 | 0–3 | —   | 1–1 | 4–1 | 1–1 | 1–0 |
| Tupi                   | 2–1 | 0–1 | 2–2 | —   | 4–1 | 0–1 | 1–1 |
| Uberaba                | 2–1 | 0–1 | 2–2 | 2–2 | —   | 1–1 | 1–1 |
| Uberlândia             | 3–0 | 1–0 | 2–1 | 2–1 | 5–3 | —   | 1–3 |
| Villa Nova             | 5–0 | 1–0 | 0–0 | 0–0 | 3–1 | 0–1 | —   |

### Grupo I
| Pos. | Equipes           | P  | J  | V | E | D | GP | GC | SG  | Classificação                |
| ---- | ----------------- | -- | -- | - | - | - | -- | -- | --- | ---------------------------- |
| 1    | Mogi Mirim        | 22 | 10 | 7 | 1 | 2 | 28 | 13 | +15 | Classificados à próxima fase |
| 2    | União Bandeirante | 19 | 10 | 6 | 1 | 3 | 17 | 9  | +8  | Classificados à próxima fase |
| 3    | Friburguense      | 16 | 10 | 5 | 1 | 4 | 13 | 13 | 0   |                              |
| 4    | Ituano            | 12 | 10 | 3 | 3 | 4 | 12 | 14 | –2  |                              |
| 5    | Rio Branco-SP     | 8  | 10 | 2 | 2 | 6 | 8  | 15 | –7  |                              |
| 6    | Volta Redonda     | 7  | 10 | 1 | 4 | 5 | 8  | 22 | –14 |                              |

|                   | FRI | ITU | MOG | RBS | UBN | VRE |
| ----------------- | --- | --- | --- | --- | --- | --- |
| Friburguense      | —   | 0–0 | 3–0 | 1–0 | 2–2 | 0–0 |
| Ituano            | 1–1 | —   | 0–0 | 0–0 | 3–0 | 2–0 |
| Mogi Mirim        | 2–0 | 1–0 | —   | 1–0 | 4–1 | 2–1 |
| Rio Branco-SP     | 0–0 | 1–2 | 3–1 | —   | 1–2 | 3–1 |
| União Bandeirante | 5–2 | 2–1 | 1–1 | 0–0 | —   | 3–0 |
| Volta Redonda     | 1–2 | 1–0 | 1–2 | 1–1 | 1–2 | —   |

### Grupo J
| Pos. | Equipes           | P  | J  | V | E | D | GP | GC | SG  | Classificação                |
| ---- | ----------------- | -- | -- | - | - | - | -- | -- | --- | ---------------------------- |
| 1    | Tubarão FC        | 25 | 12 | 7 | 4 | 1 | 20 | 9  | +11 | Classificados à próxima fase |
| 2    | Brasil de Pelotas | 22 | 12 | 6 | 4 | 2 | 13 | 9  | +4  | Classificados à próxima fase |
| 3    | Iraty             | 19 | 12 | 5 | 4 | 3 | 21 | 18 | +3  |                              |
| 4    | São José-RS       | 15 | 12 | 4 | 3 | 5 | 14 | 18 | –4  |                              |
| 5    | Pelotas           | 14 | 12 | 3 | 5 | 4 | 11 | 12 | –1  |                              |
| 6    | Passo Fundo       | 10 | 12 | 2 | 4 | 6 | 8  | 17 | –9  |                              |
| 7    | Marcílio Dias     | 9  | 12 | 2 | 2 | 8 | 13 | 17 | –4  |                              |

|                   | BPE | IRA | MDI | PFU | PEL | SJO | TFC |
| ----------------- | --- | --- | --- | --- | --- | --- | --- |
| Brasil de Pelotas | —   | 2–0 | 1–0 | 2–1 | 1–0 | 1–0 | 1–1 |
| Iraty             | 2–2 | —   | 1–0 | 2–2 | 2–2 | 4–1 | 4–2 |
| Marcílio Dias     | 3–1 | 2–2 | —   | 4–0 | 0–1 | 1–2 | 2–3 |
| Passo Fundo       | 1–0 | 1–2 | 0–0 | —   | 0–0 | 2–0 | 1–2 |
| Pelotas           | 0–1 | 0–1 | 3–1 | 0–0 | —   | 1–1 | 0–0 |
| São José-RS       | 0–0 | 2–1 | 1–0 | 4–0 | 3–4 | —   | 0–0 |
| Tubarão FC        | 1–1 | 2–0 | 2–0 | 1–0 | 2–0 | 4–0 | —   |

## Segunda fase
A segunda fase foi disputada entre os dias 3 e 17 de novembro.
| Legenda | Legenda                           |
| ------- | --------------------------------- |
|         | Classificação para a próxima fase |

### Grupo 1
| Pos | Equipes           | Pts | J | V | E | D | GP | GC | SG |
| --- | ----------------- | --- | - | - | - | - | -- | -- | -- |
| 1   | Guarany de Sobral | 7   | 4 | 2 | 1 | 1 | 8  | 6  | +2 |
| 2   | Ypiranga-AP       | 7   | 4 | 2 | 1 | 1 | 5  | 7  | –2 |
| 3   | Treze             | 6   | 4 | 1 | 3 | 0 | 7  | 3  | +4 |
| 4   | Rio Negro-RR      | 4   | 4 | 1 | 1 | 2 | 5  | 7  | –2 |
| 5   | Ferroviário       | 2   | 4 | 0 | 2 | 2 | 3  | 5  | –2 |

|              | FAC | GSO | RNR | TRE | YCL |
| ------------ | --- | --- | --- | --- | --- |
| Ferroviário  | —   |     |     | 1–1 | 0–0 |
| Guarany-CE   | 3–2 | —   | 3–1 |     |     |
| Rio Negro-RR | 1–0 |     | —   | 1–1 |     |
| Treze        |     | 1–1 |     | —   | 4–0 |
| Ypiranga-AP  |     | 2–1 | 3–2 |     | —   |

### Grupo 2
| Pos | Equipes             | Pts | J | V | E | D | GP | GC | SG |
| --- | ------------------- | --- | - | - | - | - | -- | -- | -- |
| 1   | Atlético Goianiense | 9   | 4 | 3 | 0 | 1 | 8  | 3  | +5 |
| 2   | Corinthians-AL      | 9   | 4 | 3 | 0 | 1 | 6  | 6  | 0  |
| 3   | Confiança           | 6   | 4 | 2 | 0 | 2 | 8  | 6  | +2 |
| 4   | Brasiliense         | 6   | 4 | 2 | 0 | 2 | 6  | 7  | –1 |
| 5   | São Gonçalo-RN      | 0   | 4 | 0 | 0 | 4 | 5  | 11 | –6 |

|                | ATG | BRS | CON | CTS | SGO |
| -------------- | --- | --- | --- | --- | --- |
| Atlético-GO    | —   | 3–0 | 2–1 |     |     |
| Brasiliense    |     | —   |     | 4–1 | 2–1 |
| Confiança      |     | 2–0 | —   |     | 4–2 |
| Corinthians-AL | 1–0 |     | 2–1 | —   |     |
| São Gonçalo-RN | 1–3 |     |     | 1–2 | —   |

### Grupo 3
| Pos | Equipes         | Pts | J | V | E | D | GP | GC | SG  |
| --- | --------------- | --- | - | - | - | - | -- | -- | --- |
| 1   | Etti Jundiaí    | 12  | 4 | 4 | 0 | 0 | 13 | 2  | +11 |
| 2   | Juazeiro        | 7   | 4 | 2 | 1 | 1 | 9  | 8  | –1  |
| 3   | Ipatinga        | 4   | 4 | 1 | 1 | 2 | 4  | 7  | –3  |
| 4   | Madureira       | 4   | 4 | 1 | 1 | 2 | 6  | 10 | –4  |
| 5   | Independente-BA | 1   | 4 | 0 | 1 | 3 | 4  | 9  | –5  |

|                 | EJU | IBA | IPA | JUA | MAD |
| --------------- | --- | --- | --- | --- | --- |
| Etti Jundiaí    | —   | 3–1 |     |     | 3–1 |
| Independente-BA |     | —   | 1–2 | 1–3 |     |
| Ipatinga        | 0–2 |     | —   | 1–1 |     |
| Juazeiro        | 0–5 |     |     | —   | 5–1 |
| Madureira       |     | 1–1 | 3–1 |     | —   |

### Grupo 4
| Pos | Equipes           | Pts | J | V | E | D | GP | GC | SG |
| --- | ----------------- | --- | - | - | - | - | -- | -- | -- |
| 1   | Mogi Mirim        | 7   | 4 | 2 | 1 | 1 | 7  | 2  | +5 |
| 2   | União Bandeirante | 7   | 4 | 2 | 1 | 1 | 5  | 5  | 0  |
| 3   | Tubarão FC        | 6   | 4 | 2 | 0 | 2 | 6  | 8  | –2 |
| 4   | Brasil de Pelotas | 4   | 4 | 1 | 1 | 2 | 7  | 8  | –1 |
| 5   | Uberlândia        | 3   | 4 | 1 | 0 | 3 | 3  | 5  | –2 |

|                   | BPE | MOG | TFC | UEC | UBN |
| ----------------- | --- | --- | --- | --- | --- |
| Brasil de Pelotas | —   | 2–1 |     | 2–2 |     |
| Mogi Mirim        |     | —   | 4–0 |     | 2–0 |
| Tubarão FC        | 3–2 |     | —   | 2–0 |     |
| Uberlândia        |     | 0–0 |     | —   | 1–1 |
| U. Bandeirante    | 2–1 |     | 2–1 |     | —   |

## Fase final
O quadrangular final foi disputado entre os dias 24 de novembro e 15 de dezembro.
| Legenda | Legenda                                    |
| ------- | ------------------------------------------ |
|         | Campeão e promovido para a Série B de 2002 |
|         | Promovidos para a Série B de 2002          |

| Pos | Equipes             | Pts | J | V | E | D | GP | GC | SG |
| --- | ------------------- | --- | - | - | - | - | -- | -- | -- |
| 1   | Etti Jundiaí        | 14  | 6 | 4 | 2 | 0 | 13 | 7  | +6 |
| 2   | Mogi Mirim          | 9   | 6 | 3 | 0 | 3 | 13 | 12 | +1 |
| 3   | Guarany de Sobral   | 8   | 6 | 2 | 2 | 2 | 11 | 13 | –2 |
| 4   | Atlético Goianiense | 3   | 6 | 1 | 0 | 5 | 8  | 13 | –5 |

|                   | ATG | EJU | GSO | MOG |
| ----------------- | --- | --- | --- | --- |
| Atlético-GO       | —   | 2–3 | 3–1 | 2–4 |
| Etti Jundiaí      | 2–0 | —   | 2–2 | 2–1 |
| Guarany de Sobral | 2–1 | 1–1 | —   | 5–3 |
| Mogi Mirim        | 1–0 | 1–3 | 3–0 | —   |

## Premiação
| Campeonato Brasileiro 2001 Série C       |
| São Paulo                                |
| ---------------------------------------- |
| Etti Jundiaí Futebol Campeão (1º título) |